# Los Angeles Plays Itself
Pour plus de détails, voir Fiche technique et Distribution.
Los Angeles Plays Itself est un film américain réalisé par Thom Andersen, sorti en 2003.

## Synopsis
Ce film documentaire s'intéresse à la représentation de Los Angeles dans les films.

## Fiche technique
- Titre : Los Angeles Plays Itself
- Réalisation : Thom Andersen
- Scénario : Thom Andersen
- Narration :  Encke King
- Photographie : Deborah Stratman
- Montage : Seung-Hyun Yoo
- Production : Thom Andersen
- Société de production : Thom Andersen Productions
- Société de distribution : Submarine Entertainment (États-Unis)
- Pays de production :  États-Unis
- Genre : Documentaire
- Durée : 169 minutes
- Date de sortie : 
  - États-Unis : 7 septembre 2003 (Festival international du film de Toronto)

## Accueil
Le film a reçu un accueil très favorable de la critique. Il obtient un score moyen de 86 % sur Metacritic.